# 女性のためのアジア平和国民基金
財団法人女性のためのアジア平和国民基金（じょせいのためのアジアへいわこくみんききん、略称：アジア女性基金、英語: Asian Women's Fund）とは、元「慰安婦」に対する補償（償い事業）、および女性の名誉と尊厳に関わる今日的な問題の解決を目的として1995年7月に設立された財団法人。日本国政府からの出資金と、国内外からの募金によって運営された。すべての償い事業が終了したため、2007年（平成19年）3月31日をもって解散した。

## 概要
アジア女性基金は、自社さ連立政権の村山内閣成立後の1995年7月に発足し、同年12月に総理府と外務省の共管法人として設立許可された。『「慰安婦」問題調査報告・1999』や、慰安婦関係政府公文書を集積した資料集を出版。また、大韓民国・台湾・フィリピン等の元慰安婦を主張した女性たちに、日本国民から集めた「償い金」をこの時の総理小泉純一郎の手紙と共に届けた。
当初の略称は「国民基金」で、後に「アジア女性基金」となった。これは日本社会党の基本案が民間から募金を集める民間基金であったためである。また元慰安婦への支払金の名称も、当初は「見舞金」だったがその後「償い金」と変わった。韓国以外では「カネに目がくらんで心を売った」「売春」「公娼」との受給者へのバッシングも起こらず成功した。韓国では存在基盤を失うために問題の解決を望まない挺対協が反対運動を起こし、慰安婦らにお金を受け取らないように圧迫した。
武藤正敏元・在韓国特命全権大使は、挺対協が元慰安婦のために行動しておらず、挺対協が慰安婦問題の解決を妨害しなければ、多くの元慰安婦はアジア女性基金から見舞金を受け取って早期に良い形でこの問題は解決していたと述べている。挺対協が反対運動を起こす前の韓国政府は、アジア女性基金を韓国側の希望を全て満たすものではないが、それなりに努力したものであると評価していた。朝鮮日報も社説で「市民団体は慰安婦問題解決という全国民的願いを口実に、ある瞬間から『問題解決』より『問題維持』と私欲を満たすことの方により力を入れることになった。女性たちの恨は何も解決されていないが、団体の関係者は次々と政界と公職に進出した」と批判している。当時の挺対協代表である尹貞玉梨花女子大教授も「アジア女性基金のお金をもらう人は、自ら進んで出かけた公娼であることを認めることと同様だ」と基金を望んだ慰安婦らへ侮辱をしていた。
1998年3月に金大中が大統領に当選し、5月に韓国政府として日本政府に国家補償を要求せず、アジア女性基金からお金を受け取らないと発表した。韓国政府は237人を慰安婦認定していたが、挺対協に配慮した韓国政府は、アジア女性基金からお金を受け取らないと宣誓書にサインした元慰安婦142名に、生活支援金約3100万ウォンと毎月約5000円の生活支援金の支給を決定した。挺対協からは418万ウォンを支給した。これらは基金から既にお金を受け取って実名報道された7名と、誓約書を拒否した4名は対象から排除された。1999年にはアジア女性基金の事業自体は終了したが、名前を報道された7名以外にも54名が韓国政府・挺対協に隠れて基金を受け取った。アジア女性基金の補償金を受け取って実名報道された元慰安婦ら7名は、韓国挺身隊問題対策協議会慰安婦記念碑の名前から除外される冷遇を受けている。

## 経緯
- 1993年8月 - 宮沢内閣末期に日本政府による「いわゆる従軍慰安婦問題について」（第2次調査）の調査結果に基づき、河野洋平内閣官房長官が「慰安婦関係調査結果発表に関する河野内閣官房長官談話」（「河野談話」）を発表して、「慰安婦の募集については、軍の要請を受けた業者が主としてこれに当たったが、その場合も、甘言、強圧による等、本人たちの意思に反して集められた事例が数多くあり、更に、官憲等が直接これに加担したこともあったこと」、及び「慰安所における生活は、強制的な状況の下での痛ましいもの」であったことを認め、「多数の女性の名誉と尊厳を深く傷つけた問題」として、日本政府が「いわゆる従軍慰安婦として数多の苦痛を経験され、心身にわたり癒しがたい傷を負われたすべての方々に対し心からお詫びと反省の気持ちを申し上げる」ことが表明された。
- 1994年8月 - 村山富市内閣総理大臣による「「平和友好交流計画」に関する村山内閣総理大臣の談話」の中で、「いわゆる従軍慰安婦問題は、女性の名誉と尊厳を深く傷つけた問題であり、私はこの機会に、改めて、心からの深い反省とお詫びの気持ちを申し上げたい」という認識が表明された。その上で、「我が国が過去の一時期に行った行為は、国民に多くの犠牲をもたらしたばかりでなく、アジアの近隣諸国等の人々に、いまなお癒しがたい傷痕を残して」いるため、「我が国の侵略行為や植民地支配などが多くの人々に耐え難い苦しみと悲しみをもたらしたことに対」する「深い反省」を表明するとして、「過去の歴史を直視し、正しくこれを後世に伝え」、「この気持ちを国民の皆様にも分かち合っていただくため、幅広い国民参加の道をともに探求」したいとの意思が表明された。これが、政府が事務局経費を負担し、国民一般に広く募金を呼びかけ、償い金として慰安婦の方に届ける構想の出発点であった。1994年にとりまとめられた従軍慰安婦問題に関する第一次報告を受け、村山内閣は元慰安婦に対する「全国民的な償いの気持ち」をあらわす事業と、「女性をめぐる今日的な問題の解決」のための事業を推進することを目的に「基金」を設立することを決定した[8]。
- 1995年6月 - 衆議院で「歴史を教訓に平和への決意を新たにする決議」（いわゆる戦後50年国会決議）が議決。平成7年度予算に「基金」経費への補助金として4億8千万円を計上[8]。
- 1995年6月14日 - 「女性のためのアジア平和国民基金」設置に関する五十嵐広三内閣官房長官の声明が発表され、元従軍慰安婦のために、「国民、政府」が「協力」して以下のことを行うことが定められた。

1. 元従軍慰安婦への償い金を民間から基金が募金する。
2. 元従軍慰安婦に対する医療、福祉支援事業を、政府の資金で基金が行う。
3. この事業実施にあたり、政府が元従軍慰安婦に国としての率直な反省とお詫びの気持ちを表明する。
4. 政府は、過去の従軍慰安婦の歴史資料を整え歴史の教訓とする（→基金内部に「資料委員会」が設置される）。

- 1995年7月 - 総理府と外務省の管轄下で「財団法人女性のためのアジア平和国民基金」が発足。
- 1996年、橋本龍太郎内閣総理大臣は元慰安婦（アジア女性基金が対象としていない日本人女性を除く）に対して「心からおわびと反省の気持ち」をあらわす手紙を発出した[9]。首相官邸ウェブサイトのページでは、前述の手紙と合わせて、「いわゆる従軍慰安婦の問題を含め、先の大戦に係る賠償、財産・請求権の問題については…サン・フランシスコ平和条約、二国間の平和条約およびその他の関連する条約に従って…当事国との間では法的に解決済み」とした上で、「道義的責任の観点から、アジア女性基金の事業に最大限協力してきているところであり…資金拠出などを行うこととした」とする文章が掲載されている[9]。
- 1996年6月に募金額が4億円を超えたことにより、1996年7月、政府は募金から元慰安婦に対して一人当たり200万円の「償い金」を渡すとともに、前述の手紙を届けること、また政府資金により行われる医療福祉支援事業については、総額７億円規模とすることを決定した[9]。アジア女性基金は1996年8月13日からフィリピンで、1997年1月11日から韓国で、同年5月2日から台湾で、それぞれ「償い事業」を開始した[10]。同基金は2002年5月までに「償い事業」を終え、国民から寄せられた総額5億6500万円の募金全額と不足分を基本財産の一部から500万円、計5億7000万円を、フィリピン、韓国、台湾の元慰安婦285人に支出したとしている[10]。
- 2001年には小泉純一郎首相がおわびの手紙を[11]各慰安婦に送っている。
- 1997年1月 - 韓国人元慰安婦への見舞金支給を開始。
- 2000年9月 - 第2次森内閣の中川秀直内閣官房長官が、「女性のためのアジア平和国民基金」に関する記者会見で、同基金に対する政府の認識を改めて表明する。
- 2001年1月 - 外務省の所管法人となる。
- 2005年1月 - 理事長に就任した、元村山首相自身の声明として、この時の総理小泉純一郎のお詫びの手紙と共に償い金を届ける事業が、285名の「フィリピン、韓国、台湾」の「慰安婦」に対して行われたことが報告され、最後に残ったインドネシアでの高齢者社会福祉推進事業が、2007年3月末に終了するのを待って、2007年3月での基金解散が発表される[12]。
- 2007年3月31日 - 財団法人解散[13]。

## 活動内容
1. 元「慰安婦」の生活支援（償い事業）
2. 女性の名誉尊厳一般に関する事業（ドメスティックバイオレンスの防止など）

### 償い事業
- 約6億円の募金を日本国内、国外から集め、支援事業を展開していた。
- 償い事業は

1. 国民からの拠金による「償い金」（一人一律200万円、総額約5億7000万円）
2. 政府予算からの医療・福祉支援事業（総額約5億1000万円）
3. 内閣総理大臣のお詫びの手紙[11]

からなる。

#### 各国の「償い事業」実施状況
韓国、台湾、フィリピンでは、元「慰安婦」とされた285名に償い事業を実施した。

##### 韓国
韓国では、基金に反対した挺対協などの関連団体により、元慰安婦への妨害がおこなわれた。基金を最初に受け取った7人は、韓国政府による支援対象から除外された。その後、54人が基金を受け取っていたことが判明し、最終的には、韓国政府に登録された元慰安婦236人中61人が基金から支援を受けた。しかし、彼女らは「民族の自尊心を売った連中（朝鮮語: 돈 몇 푼에 민족적 자존심을 팔아먹은 화냥년）」と支援団体から強く糾弾され、支援団体の圧力を受けた韓国政府や支援団体の様々な支援対象から外された。
韓国政府は、当初「償い事業」に対して積極的な評価を下していたものの、「償い金」が日本国政府からの償い金ではなく日本国民の募金であることに反発、韓国挺身隊問題対策協議会などの反対運動やマスコミによる報道などを受け、否定的となった。被害者や支援団体も基金との接触を拒んだため事業は進展せず、1996年11月7日には韓国での活動見合わせを決定。
1997年1月には7名の元慰安婦に対して「償い事業」を実施したが、「償い金」の伝達が非公開で行われたために、「償い金」を受け取った元慰安婦らはメディアや被害者支援団体からの批判を浴びた。また民間により行われた募金から元慰安婦に援助金が支給された際も、「償い金」を受け取った元慰安婦らが支給から外される等の圧力を受けた。こうしたことから、基金は一時韓国での事業を停止。
1998年1月6日には事業を再開し、寄せられた申請に対しては非公開で「償い金」を支給した。
1998年に金大中政権は元慰安婦142人に対し独自に生活支援金を支給、その条件として日本からの「償い金」を受け取らないと誓約することが求められたことなどから事業は再び停滞。その後医療施設建設など事業転換も検討されたが、基金は1999年7月に事業を停止。
2002年5月1日に事業を終了した。

##### 台湾
13名に対し、1人当たり500万円相当の支援を行う。
中華民国（台湾）では、元慰安婦への「償い金」に加え、医療福祉事業として一人当たり300万円規模のサービスを支給する内容で事業を開始し、1997年5月から各紙に広告を掲載した。
同年8月31日、基金に反対する慰安婦の支援団体、台北市婦女救援基金会（婦援会）はオークションを開催し、その収益から200万円を被害者42名に支給した。
同年9月29日には、中華民国行政院秘書長夫人が婦援会のパーティの席において、「償い金」の代替金として約200万円を支払うことを表明。同年12月５日、中華民国政府は被害者42名と、日本からの「償い金」を受給しないという条件で代替金の支給に調印し、代替金は翌98年2月に支給された。
同基金は、2002年5月1日に事業を終了するまでに「それなりの数」の元慰安婦（人数非公開）に対し、各種事業を実施した。

##### フィリピン
211名にアジア女性基金から事業実施　1人当たり320万円
フィリピンでの「償い事業」は、女性団体「リラ・ピリピーナ」の支援のもと、基金に寄せられた申請を、フィリピン政府タスクフォース（フィリピン政府の各省庁で構成された「慰安婦」問題特別委員会）が審査するという枠組みで行われ、元慰安婦への「償い金」に加え、政府拠出の医療福祉事業として一人当たり120万円規模のサービスを支給している。事業は2001年9月に終了した。
アジア女性基金の事業に対し、当事者団体である「リラフィリピーナ」は当初反対の姿勢をみせていた。
またリラを支援する日本人弁護士や民主党議員もアジア基金とロラの接触を忌避する動きを見せた。
当初、実際に受け取りを決意したロラの中には非難された者もあった。
フィリピンでは慰安婦問題が明らかになったのち、政府タスクフォースが既に立ち上がっており、リラ・基金・政府の三者による粘り強い交渉が続いた。レティシアラモス-シャハニ（英語: Leticia Ramos-Shahani）やフィリピン日本大使館の尽力もありつつ、三者が「ロラたちの支援」を第一にすることで一致していたこともあり、当事者であるロラの中にも徐々に理解者が現れリラフィリピーナも受け取りに更に前向きとなった。
実際には韓国・台湾に比べ金額が少ないこと、単発のレイプ被害に対する補償の取扱（アジア基金では対象外）については最後までリラ側の抵抗があったものの、付随する医療福祉支援事業が政府の社会福祉開発省（当時の長官は後に大統領となるグロリア・アロヨ）によって誠実に提案され進められる内に政府とリラの対立も解消され、日本民間組織の基金活動や個人の支援（原美根子。旧陸軍大佐の娘。東京女子大卒。20年間にわたりフィリピンの支援活動に貢献。2018年没）が功を奏して「ロラたちの支援」を第一に進める状況にリラも日本側への態度を軟化させていった。
アジア基金の事業終了後、リラは認定に至らなかった戦時中の性被害者を支援する活動を続け、引き続き彼女たちへの補償を日本・フィリピン両政府に求めている。

##### オランダ
「償い金」の支給の代わりに、日本政府の資金により総額2億5500万円規模（一人当たり300万円規模・最終的な実施総額は2億4500万円）の医療・福祉支援事業が実施され、内閣総理大臣のお詫びの手紙を元慰安婦と判明した79名に送り、2001年7月に償い事業を終了した。

##### インドネシア
同国政府が元慰安婦の認定を行わないとしたことから、「償い金」に代わり日本政府資金による総額3億8000万円規模での「高齢者社会福祉推進事業」が行われた。事業は、2007年3月末（平成18年度末）に終了。

## 評価
- アジア女性基金の大沼保昭理事は「韓国社会は反日さえ言っていればいいという体質」であり、アジア女性基金は被害者個人の救済は実現できたが、日韓関係の改善には役立つことはないだろうと述べている[28]。大沼は、アジア平和国民基金は韓国でまともに評価されることはなく、結果として日本では「韓国に謝罪しても意味がない」という意見が強くなり、慰安婦問題の解決に消極的になったとしている[29]。
- 辻元清美社民党衆議院議員は、日本政府は「国民基金」で解決しようとしたことを反省する必要があるとして批判している[30]。
- 韓国の慰安婦李容洙は「村山は嫌いだ。慰安婦問題をまともに解決しようとするなら、あんな基金をつくるべきでなかった」と拒否感を抱いている[31]。
- 韓国の慰安婦沈美子は2004年3月13日に13人の元慰安婦らと世界平和無窮花会を結成して、慰安婦たちを食い物にする挺対協とナヌムの家に対して、欺瞞的な運動の資金源である募金を止めさせることと、資金集めのパフォーマンスである日本大使館前で行われる水曜デモを止めさせるために「募金行為及びデモ禁止の仮処分申請」を申し立てた。 その中で挺対協とナヌムの家らの「アジア女性基金は欺瞞」「アジア女性基金のカネを受領するのは公娼を認めること」との主張と彼らが日本軍慰安婦の利益を代弁する組織を名乗ることをやめることを要求した。多くの元慰安婦は貧しい境遇にあったのに、挺対協がほとんどのお金を持って行ってしまうことを沈美子はおかしいとし、運動体の解散を目指し裁判を起こしたが最中に死亡して、2020年の別の慰安婦の告発まで関連団体は追及を逃れた[32]。
- 呉善花は、基金からお金を受け取った女性たちが「民族の自尊心を売った連中。(돈 몇 푼에 민족적 자존심을 팔아먹은 화냥년)」と「北朝鮮にシンパシーのある左派民族主義的な」支援団体から強く糾弾された。支援団体の圧力によって、韓国政府や支援団体の様々な支援・支持対象から、基金による解決を望んだ女性ら外されたことは支援団体は日韓離間が目的だと基金によって露呈させたと述べている[19]。
- 朴裕河世宗大学校教授は、自分の娘や妹を同胞らが売っていた事実を韓国人が日本への憎悪を強めることでウリの罪の意識を薄めようとする集団的無意識があることが問題解決出来ない理由の一つであると述べている。口では当事者主義という韓国人は朴に胸のうちを打ち明けた元慰安婦ペ・チュニ(チュンヒ)さんのような人がいたことを2018年時点でも知らないとしている。日本がアジア女性基金を作った時に謝意があると答えた日本人が多数だったのに、慰安婦活動家らでは「天皇を土下座させるのが私たちの目標」と話す人がいるなど慰安婦問題を利用してヘゲモニーを掌握した革新(左派)知識人勢力が慰安婦を自らの陣営のために悪用したとしてアジア女性基金で解決すべきだったと述べている[33]。
- 元外交官の東郷和彦は韓国政府がアジア女性基金による補償を受けようとした元慰安婦を非国民扱いしたことを強く批判し、戦後日本の法的秩序を全壊させかねないような過剰な「法的責任の追及」は遠慮してもらいたいと述べている[34]。

- 1998年、国際連合に提出の「マクドゥーガル報告書」の附属文書[35]では、慰安婦総数は「20万人以上」としている。この報告書の根拠とされたのが、「1975年の荒舩清十郎議員による声明」であった。この「声明」について日本側のアジア女性基金の調査では、同年に該当する声明は存在しないが、おそらくは1965年（昭和40年）11月20日に自民党の荒舩清十郎議員が選挙区の集会（秩父郡市軍恩連盟招待会）で行った発言を指すのではないかとした。アジア女性基金は、日韓条約締結時に韓国側は、韓国人労務者、軍人軍属の合計は103万2,684人であり、うち負傷ないし死亡したのは10万2,603人だと指摘し、慰安婦については全く言及しておらず、また荒船発言の数字はすべて「荒船氏が勝手にならべた数字」としたうえで、このような個人の見解に依拠して国連の委嘱を受けた報告者が作成されたことを残念として、批判している[36]。
- 役員
  - 理事長:村山富市
  - 副理事長:石原信雄
  - 副理事長:大鷹淑子
  - 評議員会座長：赤松良子
  - 運営審議会委員長：高崎宗司
  - 専務理事：伊勢桃代
  - 専務理事：和田春樹
  - 理事：宮崎勇
  - 理事：金平輝子
  - 理事：大沼保昭
  - 理事：有馬真喜子
  - 理事：下村満子
  - 業務部長：松田瑞穂
  - 業務部長：岡檀
  - 運営審議会委員：横田洋三
  - 運営審議会委員：中嶋滋
  - 運営審議会委員：林陽子